# 古琴弦式

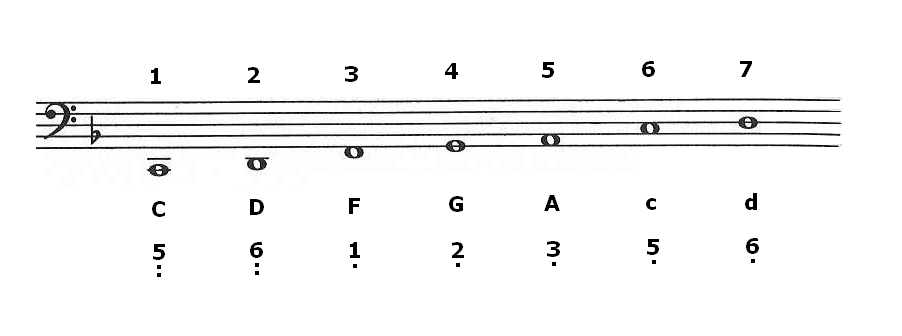
正调音阶

古琴演奏时，须将七根弦散音调成一定的音阶，称为弦式。

## 正调弦式
在古琴音乐中最常用的是正调弦式，一弦至七弦音名是「C-D-F-G-A-c-d」，首调唱名是「sol-la-do-re-mi-sol-la」。按十二律，以第一弦为黄钟，第三弦仲吕为宫，一弦至七弦音名为“下徵、下羽、宫、商、角、徵、羽”。 ，正调弦式又称仲吕均。

## 其他弦式
正調式以外的弦式亦稱為外調，主要有蕤宾调﹑慢角调﹑清商调﹑太簇调﹑慢商调﹑无射调﹑凄凉调等。
为使散音适应不同调的作品和按音音位演奏方便，可以在正调弦式基础上，通过收紧（“紧”）或放松（“慢”）一定的弦数，改变宫音位置和弦间关系，成为新调音阶弦式。例如，紧五弦使五弦升高半音，得到C-D-F-G-A♯(B♭)-C-D，称为无射均弦式。
还有的情况是为演奏方便起见，而在宫调弦式基础上的变化，打破了原来弦间纯音程关系，通常这些弦式有特别的名称（如《广陵散》所用的“慢二弦”，《胡笳》曲的用的“紧五慢一”弦式）。古琴音乐中可见到20多种不同的弦式，常用的有三四种。这些弦式的命名方法不尽相同，有的存在很多别名。有的虽借用十二律名称，但可能异于相应宫调式，例如，“蕤賓调”在古琴中为紧五弦的降B宫调式，十二律中的蕤賓代表“F♯”音。

## 定弦法
与其他乐器合奏时，通常将正调的五弦定为A（四徽泛音为a1，440Hz），一般稱作「標準音」。
独奏时，通常只要校准七弦间的相对音高即可，無特定音高，不需調為標準音。實務上，用標準音定弦的琴家甚少。
古琴的定弦法有多种。
散音法：直接弹奏各弦散音，然后听辨出不同弦间的音程关系，这种方法需要灵敏的听觉和固定音高感觉，较难掌握。
按音法：按三分损益法，通过比较某弦五度按音和另外一弦散音得到纯音程关系。这种方法对制作时的徽位安装和弹奏时取音按弦的准确性要求很高，因此也较难掌握。
泛音法：通过比较两条弦上的五度和八度泛音来确定弦间的纯音程关系，是最实用也是最易掌握的方法，也是最常用的方法。

## 常见弦式列表
| 正調   |                |                  |                |    |                                          |                                                                                    |       |
| 正調   | 無             | C-D-F-G-A-c-d    | 5 6 1 2 3 5 6  | F  | 宮調、仲呂均、黃鐘調、角調、羽調、林鐘調 | 《平沙落雁》、《梅花三弄》、《流水》、《漁樵問答》、《漁歌》、《神人暢》           | 试听ⓘ |
| 正調   | 無             | C-D-F-G-A-c-d    | 1-2-4-5-6-1-2  | C  | 借調、商調、調、商角調                   | 《碣石調幽蘭》、《醉漁唱晚》、《龍翔操》、《憶故人》                               | 试听ⓘ |
| 外調   |                |                  |                |    |                                          |                                                                                    |       |
| 蕤賓調 | 緊五絃         | C-D-F-G-B♭-c-d   | 2-3-5-6-1-2-3  | B♭ | 金羽、清羽、無射均、仲呂調               | 《瀟湘水雲》、《陽關三曡》、《欸乃》、《玉樓春曉》、《雙乙反調》                   | 试听ⓘ |
| 慢角調 | 慢三絃         | C-D-E-G-A-c-d    | 1-2-3-5-6-1-2  | C  | 角調、黃鐘均、林鐘調、黃鐘宮             | 《風雷引》、《鳳求凰》                                                             | 试听ⓘ |
| 清商調 | 緊二、五、七絃 | C-E♭-F-G-B♭-c-e♭ | 6-1-2-3-5-6-1  | E♭ | 商調、夾鐘調、小碧玉調、姑洗調           | 《搗衣》、《秋鴻》                                                                 | 试听ⓘ |
| 慢宮調 | 慢一、三、六絃 | B-D-E-G-A-B-d    | 3-5-6-1-2-3-5  | G  | 太簇調、夷則均、調                       | 《挾仙游》、《獲麟》                                                               | 试听ⓘ |
| 慢商調 | 慢二絃         | C-C-F-G-A-c-d    | 1-1-4-5-6-1-2  | C  | 無                                       | 《廣陵散》                                                                         | 试听ⓘ |
| 無射調 | 緊五絃、慢一絃 | B♭-D-F-G-B♭-c-d  | 1-3-5-6-1-2-3  | B♭ | 黃鐘宮調、胡笳調                         | 《大胡笳》、《小胡笳》、《胡笳十八拍》、《昭君怨》、《山中思友人》、《秋月照茅亭》 | 试听ⓘ |
| 凄凉調 | 緊二、五絃     | C-E♭-F-G-B♭-c-d  | 2-4-5-6-1-2-3  | B♭ | 楚商調、外調                             | 《離騷》、《澤畔吟》、《屈原問渡》                                                 | 试听ⓘ |
| 側商調 | 慢三、四、六絃 | C-D-E-F♯-A-B-d   | 7♭-1-2-3-5-6-1 | D  | 無                                       | 《古怨》                                                                           | 试听ⓘ |
| 側商調 | 慢三、四、六絃 | C-D-E-F♯-A-B-d   | 1-2-3-4♯-6-7-2 | C  | 無                                       | 《古怨》                                                                           | 试听ⓘ |
| 無媒調 | 慢三、六絃     | C-D-E-G-A-B-d    | 1-2-3-5-6-7-2  | C  | 無                                       | 《孤舘遇神》                                                                       | 试听ⓘ |
| 無媒調 | 慢三、六絃     | C-D-E-G-A-B-d    | 3-5-7-1-2-3-5  | G  | 無                                       | 《孤舘遇神》                                                                       | 试听ⓘ |